# دی‌لورمه
دی‌لورمه (انگلیسی: DeLorme) شرکت نرم‌افزار آمریکایی است، که در سال ۱۹۷۶ تأسیس شد.